# Miles Burke
Miles J. Burke (15. januar 1885 i St. Louis - 25. december 1928 smst) var en amerikansk bokser som deltog i OL 1904 i St. Louis.
Burke vandt en sølvmedalje i boksning under OL 1904 i St. Louis. Han kom på en andenplads i vægtklassen, fluevægt.